# William Arthur Parks
Pour les articles homonymes, voir Parks.
William Arthur Parks est un géologue et un paléontologue canadien, né le 11 décembre 1868 à Hamilton, Ontario et mort le 3 octobre 1936 à Toronto.

## Biographie
Il fait ses études à l’Université de Toronto avant d’y occuper divers postes dont celui de professeur de géologie et directeur du département de géologie de 1922 à 1936. Il enseigne la paléontologie et dirige le muséum de paléontologie de l’Ontario de 1915 à 1922. Il est correspondant de la Royal Society et est membre de la Société royale du Canada (qu’il préside en 1926) et de diverses autres sociétés savantes. Il fait notamment paraître Building and Ornemental Stones of Canada (deux volumes, 1912-1914), avec Arthur Philemon Coleman (1852-1939), Elementary Geology with Special Reference to Canada (1922).